# Karl-Heinz Schleifer
Karl-Heinz Schleifer (* 10. Februar 1939 in Freising) ist ein deutscher Mikrobiologe und emeritierter Ordinarius für Mikrobiologie am Wissenschaftszentrum Weihenstephan der TU München.

## Leben
Schleifer studierte von 1959 bis 1964 Biologie, Chemie und Geographie an der damaligen TH München. Er promovierte im Jahr 1967 in Biologie an der TH München bei Otto Kandler. Anschließend war er von 1966 bis 1969 wissenschaftlicher Assistent am Institut für angewandte Botanik derselben Hochschule. 1969 bis 1970 verbrachte er als Stipendiat der Deutschen Forschungsgemeinschaft (DFG) an der Rockefeller University, New York, und an der Medical School der New York University. 1971 habilitierte er sich am Fachbereich Botanik und Mikrobiologie der LMU München. Von 1971 bis 1974 war er wissenschaftlicher Rat und Professor an der LMU München, wobei er seit 1972 kommissarischer Leiter des Lehrstuhls für Mikrobiologie an der LMU war.
1974 wurde er zum Ordinarius für Mikrobiologie an der TU München berufen. Zwischen 1979 und 1989 erhielt er Rufe auf die Lehrstühle für Mikrobiologie der TU Berlin, der Universität Hohenheim und der Universität Wien, die er jedoch alle ablehnte. Zwischen 1986 und 1988 war er Dekan der Fakultät für Chemie, Biologie und Geowissenschaften der TU München. Im Jahr 2007 wurde er emeritiert. Seit 2007 ist er TUM "Emeritus of Excellence".

## Wissenschaftliche Arbeiten
Schleifer hat sich lange Zeit mit der Identifizierung und Klassifikation von Bakterien befasst. Nach ihm wurden mehrere Bakterien benannt, zum Beispiel Staphylococcus schleiferi, Microbacterium schleiferi oder Schleiferia thermophila. Er hat als einer der ersten Wissenschaftler in Deutschland die Gensonden-Technik entwickelt, die es ermöglicht, Bakterien etwa im Abwasser oder in Lebensmitteln ohne vorherige Kultivierung nachzuweisen. Er war an mehreren DFG-Sonderforschungsbereichen und zahlreichen EU-Projekten beteiligt.

## Schriften (Auswahl)
500 Veröffentlichungen in internationalen wissenschaftlichen Zeitschriften zur Chemie, Immunologie und biologischen Aktivität der Bakterienzellwände, zur Systematik und Biochemie verschiedener Gram-positiver Bakterien (insbesondere Staphylokokken, Mikrokokken, Streptokokken, Enterokokken, Lactokokken, Laktobazillen). Verschiedene Veröffentlichungen zur Evolution der Bakterien, zur Identifizierung von Bakterien mit Hilfe gentechnischer Methoden, insbesondere rRNS-gerichteter Gensonden. Untersuchungen zur Mikroflora von Kläranlagen und Trinkwasser. Einer der weltweit am häufigsten zitierten Wissenschaftler im Bereich der Mikrobiologie, zum Beispiel 2001 an Position 3. Folgende zwei Arbeiten wurden mehr als 2000-mal zitiert:
- K. H. Schleifer, O. Kandler: Peptidoglycan types of bacterial cell walls and their taxonomic implications. In: Bacteriol. Reviews. Band 36, 1972, S. 407–477.
- R. Amann, W. Ludwig, K. H. Schleifer: Phylogenetic identification and in situ detection of individual microbial cells without cultivation. In: Microbiol. Reviews. Band 59, 1995, S. 143–169.

Als Mitherausgeber und Bearbeiter wirkte er mit an: The Prokaryotes. A Handbook on the Biology of Bacteria: Symbiotic Associations, Biotechnology, Applied Microbiology. 3. Auflage. Springer, New York 2006 (7 Bände, Band 1: ISBN 978-0-387-25476-0.). Er war Mitherausgeber von Bergey’s Manual of Systematic Bacteriology. 2. Auflage. Band 3, 2009.

## Wissenschaftliche Tätigkeiten
- Herausgeber der Zeitschrift Systematic and Applied Microbiology, seit 1991
- Präsident der Deutschen Gesellschaft für Hygiene und Mikrobiologie,  1989–1992
- Secretary General der Federation of European Microbiological Societies, 1986–1994
- Dekan der Fakultät für Chemie, Biologie und Geologie an der Technischen Universität München, 1986–1988
- Vollmitglied Bergey's Manual Trust, 1989–2009
- Aufsichtsratsmitglied der Deutschen Sammlung für Mikroorganismen und Zellkulturen, 1992–2000
- International Coordinating Committee of the American Society for Microbiology: at-large member, 1998–2007
- Vice-Chairman (Bacteriology/Applied Microbiology) of the International Union of Microbiological Societies (IUMS), 1999–2002
- Chairman of the Bacteriology/Applied Microbiology Division of IUMS, 2002–2005
- 2005 bis 2008: Präsident der International Union of Microbiological Societies

## Auszeichnungen und Preise
- Korrespondierendes Mitglied der Royal Academy of Veterinary Sciences in Madrid (Spain), seit 1984
- Korrespondierendes Mitglied der Akademie der Wissenschaften zu Göttingen, seit 1987
- Mitglied der American Academy of Microbiology, seit 1995
- Mitglied der European Academy of Microbiology
- Auszeichnung im Programm "Emeriti of Excellence" der TU München
- 1995: Körber-Preis für die Europäische Wissenschaft (1,5 Mio. DM)
- 1997: Jahrespreis der Gesellschaft für Hygiene und Umweltmedizin
- 2001: Ferdinand Cohn-Medaille der Deutschen Gesellschaft für Hygiene und Mikrobiologie[2]
- 2001: „Highly Cited Researcher“ des Institute for Scientific Information (ISI)[3]
- 2006: Bundesverdienstkreuz 1. Klasse[4][5]
- 2009: Lwoff Award der Federation of European Microbiological Societies
- 2009: Bergey Medal
- 2013: Ehrenmitglied der Vereinigung für Allgemeine und Angewandte Mikrobiologie
- Ehrenmitglied (Life Member) des International Committee for Systematic of Prokaryotes (2020)

Zu Ehren von Karl-Heinz Schleifer wurden vier neu isolierte Bakterienstämme nach ihm benannt:
Staphylococcus schleiferi (1988), Schleiferella indolica (2001), Schleiferia thermophila (2010), Winogradskyella schleiferi (2020).